# 最小曲线半径
最小曲线半径（Minimum curve radius），或称转弯半径，是陸上運輸工程中常用的技术标准，其意义等同几何学中的曲线半径。这个数字能够反映曲线的弯曲程度，其倒数稱為曲率，亦即（圓）曲線半徑越長，彎道的曲率就越小，彎度越緩。通常提及此技術標準的運輸工程，擁有封閉或優先權專用通道的特性，如鐵路及高速公路，常須設置圓曲線、複曲線、反向曲線、緩和曲線、豎曲線等各種曲線以順應地形。在工程上提及这个参数时，一般是指水平面上的弯道，对于垂直面則使用豎曲線及坡度来衡量（参見最大纵坡）。大致而言，運輸路線的最小曲线半径，與運輸工具容許的最大運行速率呈正相關。

## 铁路线路的最小曲线半径

京包下行线三堡-青龙桥西间一处铁路曲线标，标示了该段曲线的曲线长，缓和曲线长和曲线半径

因列车在高速通过弯道时由于惯性有向弯道的外侧翻车的危险，在铁路的设计和建造时，对不同速度等级的铁路规定了车辆可以安全通过的圆曲线的最小半径，就是线路的最小曲线半径。曲线半径越长，弯道的曲率就越小，在同一速度下，行车受惯性影响也越小；当曲率一定时，行车速度越小，行车受惯性影响也越小。故而高速铁路和平原地区干线铁路一般比较平直，用较大的曲线半径，行车速度可以较快；山区铁路、工厂支线、车辆段道岔的咽喉区、编组站、城市地铁等受地形的制约较大的地段，只能使用较小的曲线半径，列车必须限速通过。
有關中國大陸城市軌道交通、城際鐵路、高速鐵路等項目，路線的最小曲線半徑相關規範包括：TB 10098-2017 鐵路線路設計規範；TB-10624-2020 市域（郊）鐵路設計規範；GB50157-2013 地鐵設計規範。鐵路線路設計規範適用於高速鐵路、城際鐵路、客貨共線Ⅰ級和Ⅱ級鐵路、重載鐵路，涵蓋了各級鐵路，進一步完善了鐵路工程建設標準體系，是有效指導鐵路工程建設的重要技術標準。市域（郊）鐵路主要服務都市圈中心城市城區與周邊城鎮組團及組團內部的通勤客流，服務範圍一般在50km～100km；城際鐵路主要服務於城市群範圍內城市與城市之間的長距離商務、探親、旅遊等客流，服務範圍100km～300km；地鐵主要解決城市內部短距離通勤，服務範圍30km～50km。
| 設計速度(km/h) | 160  | 140  | 120 | 100 | 80  |
| 一般           | 1400 | 1100 | 800 | 600 | 400 |
| 困難           | 1300 | 1000 | 750 | 500 | 350 |

| 設計速度(km/h) | 200  | 160  | 120  | 100 | 80  |
| 一般           | 3500 | 2000 | 1200 | 800 | 600 |
| 困難           | 2800 | 1600 | 800  | 600 | 500 |

| 設計速度(km/h) | 350               | 300               | 250               | 200  |
| 一般 (道碴)    | 7000              | 5000              | 3500(有) 3200(無) | 2200 |
| 困難 (道碴)    | 6000(有) 5500(無) | 4500(有) 4000(無) | 3000(有) 2800(無) | 2000 |

| 設計速度(km/h) | 200  | 160  | 120 | 100 | 80  |
| 一般           | 2200 | 1500 | 900 | 600 | 500 |
| 困難           | 2000 | 1300 | 800 | 500 | 400 |

有關台灣的鐵路曲度及坡度之最大限值，主要以1067公厘軌距為主。特甲及甲為一般鐵路路線；乙級線為支線，如台鐵新竹六家線、台南沙崙線（使用之電聯車同特甲及甲級線，採4節編組）。其最小曲線半徑及最陡坡度，依據《鐵路修建養護規則》規定如下：
| 鐵路軌距                                | 1067 公厘 | 1067 公厘 | 762 公厘 | 762 公厘 |
| 鐵路等級                                | 特甲及甲  | 乙        | 甲       | 乙       |
| 最小曲線半徑（公尺）                    | 300       | 200       | 40       | 35       |
| 最陡坡度（0/00） （包括曲線坡度折減率） | 25        | 35        | 62.5     | 62.5     |

## 铁路车辆的最小曲线半径
铁路车辆由于受转向架上前后两个轮之间距离的制约，弯度过急的线路是无法通过的。铁路车辆能够通过的曲率最大的圆曲线的最小半径，就是车辆的最小曲线半径。
这种情况在一个转向架上有多个轴的铁路机车上尤为明显，如Co-Co轴式的机车适合跑平直高速干线。相对而言，同为六轴的Bo-Bo-Bo轴式的铁路机车更适合跑小弯道、大坡度的山区铁路。

### 中國大陸
依列車車型大小（參見都市軌道運輸列車車型），常見地鐵車型可分為A型車（列車寬度3.0m以上，長度約22m）、B型車（列車寬度2.8m，長度約19m）、C型車（列車寬度2.6m，長度19m）。依據《地鐵設計規範》，圓曲線最小曲線半徑之規定（m）如下：
| 線路/車型 | A型車 | B型車 |
| 一般地段  | 350   | 300   |
| 困難地段  | 300   | 250   |

河內都市鐵路2A號線，由中國大陸興建，線路工程設計、列車等全部沿用中國技術標準設計和建造。列車最大寬度2.8公尺，長19.5公尺，為B型車4輛編組。
廣州地鐵4號線、5號線、6號線、北京地鐵機場線，使用L型列車，即直線電機（線性馬達，Linear Motor）列車，為一種專用系統，不同於傳統的城市地鐵交通系統依靠輪軌黏著作用傳遞牽引力，推進及煞車功能則依電磁作用，為一種新型地鐵系統。直線電機列車不受輪軌間黏著力運行限制，適用於大坡度、小半徑，具有噪音低、土建工程量小、選線靈活、維護簡便等優點。
目前城市軌道交通主要包括傳統鋼輪系統（即一般所稱之地鐵、捷運）、自動導軌運輸系統（AGT (Automated Guideway Transit) 或稱為APM (旅客自動運輸系統Automated People Mover)，日本則稱「新交通系統」。採用膠輪為主）、單軌系統、磁浮系統、直線電機鋼輪系統等型式，廣義還包括區域鐵路（通勤列車）。

### 台灣
目前城市軌道交通僅籠統分為「中運量」及「重運量（高運量）」系統，以運量區分而非以車型及系統型式區分，因此APM系統（如文湖線膠輪系統）與傳統鋼輪捷運系統如萬大線、環狀線皆稱為中運量系統。惟隨著目前地鐵技術之發展，加上複雜之交通控制（營運）技術，已使各系統形式之容量界線模糊，而非適當分類方式。中運量可藉車輛、班次、列車編組增加提升運量，甚至預留月台長度；重運量系統因節省成本而減少列車編組或縮小車廂斷面降低容量。
實際上，台中捷運綠線車輛（寬2.98m，長22.17m，相當於A型車），2節編組營運，列車總長44.34m，定義為中運量系統，最小曲線半徑100m。同為A型車規格之高雄捷運紅、橘線車輛（寬3.15m，長21.56m），3節編組營運，列車總長65.45m（可擴充為6節），定義為重運量系統，最小曲線半徑200m。台北捷運萬大線車輛（寬2.8m，長17.5m，相當於B型車），4節編組營運，列車總長70m，最小曲線半徑60m。台鐵六家線、沙崙線（寬2.85m，長20.3m，相當於B型車），4節編組營運，列車總長81m，最小曲線半徑200m；台鐵通勤電車車輛規格同，行駛於正線。環狀線、三鶯線車輛（寬2.65m，長17.1，相當於C型車），4節編組營運，列車總長68.4m，最小曲線半徑為40m。
| 車型 | 系統                                                          | 運量        | 運量        | 最小曲線半徑 |
|      |                                                               | 編組        | 寬×長(m)    | (m)          |
| ---- | ------------------------------------------------------------- | ----------- | ----------- | ------------ |
| A型  | 中國                                                          |             |             | 350          |
| A型  | 新加坡地鐵 南北、東西、東北線 環線、濱海市區線 湯申－東海岸線 | 6A 3A 4A    | 3.2 ×22.8   | 300~400      |
| A型  | 雪梨地鐵西北線                                                | 6A/8A(預留) | 3.03 ×20.25 | 270          |
| A型  | 新德里地鐵                                                    | 6A          | 3.2 ×22     | 200          |
| A型  | 台北捷運R/G/O/BL線                                            | 6A          | 3.18 ×23.5  | 200          |
| A型  | 台中捷運綠線                                                  | 2A          | 2.98 ×22.17 | 100          |
| B型  | 中國                                                          |             |             | 250          |
| B型  | 河內地鐵2A號線                                                | 4B          | 2.8 ×19.5   | 250          |
| B型  | 雅加達地鐵                                                    | 6B          | 2.95 ×20    | 200          |
| B型  | 墨西哥地鐵12號線                                              | 7B          | 2.8 ×20     | 200          |
| B型  | 台北捷運萬大線                                                | 4B          | 2.8 ×17.5   | 60           |
| C型  | 上海地鐵5/6/8號線                                             | 4C/6C/7C    | 2.6 ×19     | 250          |
| C型  | 哥本哈根地鐵M1 M2線                                           | 3C          | 2.65 ×13    | 240          |
| C型  | 新北捷運三鶯線                                                | 2C          | 2.65 ×17.1  | 60           |
| C型  | 台北捷運環狀線                                                | 4C          | 2.65 ×17.1  | 40           |

### 较大曲线半径铁路的例子
- 京沪高速铁路和京广高速铁路武汉至广州段，最小曲线半径7000m，最大坡度20‰。[6]
- 台湾高速铁路，最小曲线半径6250m，最大纵坡35‰。[7]
- 和谐号CRH3型电力动车组

### 较小曲线半径铁路的例子
- 阿里山森林鐵路，最小曲线半径：40m。[8]
- 上海轨道交通4号线，最小曲线半径：150m～300m。[9]
- 韶山7型电力机车

## 其他
除了最小曲线半径和最大纵坡以外，列车通过的速度还受到缓和曲线、超高和夹直线的长度的限制。當列車沿曲線軌道運行時，因離心力作用使車體向外推甩，為抵銷離心力，須將外側鋼軌抬高使車體向內傾斜，稱之為「超高（Cant）」。